# Жаданівська сільська рада
| Жаданівська сільська рада — колишній орган місцевого самоврядування у Іллінецькому районі Вінницької області з адміністративним центром у с. Жадани. Сільській раді були підпорядковані населені пункти: - с. Жадани - с. Сорока |

## Склад ради
Рада складалася з 16 депутатів та голови.

## Керівний склад сільської ради
| ПІБ                          | Основні відомості                                                 | Дата обрання | Дата звільнення |
| ---------------------------- | ----------------------------------------------------------------- | ------------ | --------------- |
| Мурмило Геннадій Миколайович | Сільський голова, 1959 року народження, освіта                    | 26.03.2006   | 31.10.2010      |
| Брянська Наталя Миколаївна   | Сільський голова, 1966 року народження, освіта вища, позапартійна | 31.10.2010   |                 |

Примітка: таблиця складена за даними джерела